# عدنان عباس علي
عدنان عباس علي (مواليد 1942م)، هو كاتب ومترجم عراقي، حاصل على دكتوراه في العلوم الاقتصادية من جامعة فرانكفورت وجامعة دمشتاد، عمل أستاذ في العديد من الجامعات العربية له مجموعة كتب ودراسات وترجمات منشورة.

## من مؤلفاته
- ترجمة كتاب: «فخ العولمة».[1]
- ترجمة كتاب: «الأسس العامة لنظرية النمو الإقتصادى»
- ترجمة كتاب: «جوته والعالم العربي».[2]
- ترجمة كتاب: «صندوق النقد الدولي: قوة عظمى في الساحة العالمية».
- ترجمة كتاب: «انهيار الرأسمالية: أسباب إخفاق اقتصاد السوق المحررة من القيود».
- ترجمة كتاب: «اقتصاد يغدق فقراً».
- ترجمة كتاب: «نهاية عصر البترول: التدابير الضرورية لمواجهة المستقبل».
- ترجمة كتاب: «تاريخ المخابرات من الفراعنة حتى وكالة الأمن القومي الأمريكية».
- ترجمة كتاب: «	التصوف الإسلامي».

- وجهة نظر نقدية في التضخم العالمي - السياسة الاقتصادية بين التظرية والتطبيق - التحليل الاقتصادي الكلي بين الكنزيين والنقديين.

التضخم النقدي العالمي
وكتب أخرى...